# Johan Huges
Johan Huges (Ámsterdam, 30 de agosto de 1904-Utrecht, 4 de enero de 1986) fue un deportista neerlandés que compitió en remo. Ganó una medalla de plata en el Campeonato Europeo de Remo de 1925, en la prueba de ocho con timonel.

## Palmarés internacional
| Campeonato Europeo | Campeonato Europeo     | Campeonato Europeo | Campeonato Europeo |
| Año                | Lugar                  | Medalla            | Prueba             |
| ------------------ | ---------------------- | ------------------ | ------------------ |
| 1925               | Praga (Checoslovaquia) | Medalla de plata   | Ocho con timonel   |